# 溫琴登 (麻薩諸塞州普查規定居民點)
溫琴登（英語：Winchendon）是位於美國麻薩諸塞州烏斯特縣的一個普查規定居民點。

## 人口
根據2020年美國人口普查的數據，溫琴登的面積為6.31平方千米，當中陸地面積為5.87平方千米，而水域面積為0.44平方千米。當地共有人口4160人，而人口密度為每平方千米659.27人。